# エレン・ワッシャーマン
エレン・ジョゼフ・ワッシャーマン（Ehren Josef Wassermann , 1980年12月6日 - ）は、MLBフィラデルフィア・フィリーズ傘下のAAA級リーハイバレー・アイアンピッグスに所属する野球選手（投手）。右投げのサイドスロー。右投両打。アメリカ合衆国アラバマ州シラコーガ出身。

## 経歴
ジェファーソンデービス・コミュニティカレッジに通い、その後サムフォード大学に転校した。3年時は25試合で91.1回を投げ防御率4.04、65奪三振、3セーブを記録、奪三振と防御率で2番目の成績だった。
2003年にシカゴ・ホワイトソックスのトライアウトキャンプに参加、アマチュアフリーエージェント選手としてホワイトソックスと契約した。その年にブリストル・ホワイトソックスでキャリアをスタートさせ、0勝1敗、防御率14.23という成績だった。2007年にはAAA級シャーロット・ナイツに昇格し、ニック・マセットの降格に伴って7月17日にメジャーに昇格。7月20日にフェンウェイ・パークで行われた対ボストン・レッドソックス戦でメジャーデビューを果たした。
2010年はフィラデルフィア・フィリーズとマイナー契約を結んだ。

## 詳細情報

### 年度別投手成績 (MLB)
| 年 度     | 球 団     | 登 板 | 先 発 | 完 投 | 完 封 | 無 四 球 | 勝 利 | 敗 戦 | セ 丨 ブ | ホ 丨 ル ド | 勝 率 | 打 者 | 投 球 回 | 被 安 打 | 被 本 塁 打 | 与 四 球 | 敬 遠 | 与 死 球 | 奪 三 振 | 暴 投 | ボ 丨 ク | 失 点 | 自 責 点 | 防 御 率 | W H I P |
| --------- | --------- | ----- | ----- | ----- | ----- | -------- | ----- | ----- | -------- | ----------- | ----- | ----- | -------- | -------- | ----------- | -------- | ----- | -------- | -------- | ----- | -------- | ----- | -------- | -------- | ------- |
| 2007      | CWS       | 33    | 0     | 0     | 0     | 0        | 1     | 1     | 0        | 9           | .500  | 94    | 23.0     | 20       | 0           | 7        | 4     | 2        | 14       | 1     | 0        | 9     | 7        | 2.74     | 1.17    |
| 2008      | CWS       | 24    | 0     | 0     | 0     | 0        | 1     | 2     | 0        | 2           | .333  | 101   | 19.2     | 27       | 0           | 14       | 4     | 1        | 9        | 1     | 0        | 19    | 17       | 7.78     | 2.09    |
| 通算：2年 | 通算：2年 | 57    | 0     | 0     | 0     | 0        | 2     | 3     | 0        | 11          | .400  | 195   | 42.2     | 47       | 0           | 21       | 8     | 3        | 23       | 2     | 0        | 28    | 24       | 5.06     | 1.59    |

### 背番号
- 62 (2007年)
- 43 (2008年)